# Hernán Lombardi
Hernán Santiago Lombardi (Ciudad Autónoma de Buenos Aires, 4 de mayo de 1960) es un ingeniero civil, empresario y político argentino. Empresario del sector turismo, regentando el complejo hotelero Torres de Manantiales de Mar del Plata y varios hoteles en la ciudad de Buenos Aires propiedad de su familia.
A partir de 1999, estuvo a cargo de la Secretaría de Turismo de la Nación siendo nombrado durante el gobierno del presidente Fernando de la Rúa. En la misma gestión fue interventor de la Administración de Parques Nacionales (APN). En octubre de 2001, De la Rúa unificó las secretarías de Turismo, Cultura y Deportes en un solo ministerio y Lombardi fue elegido para ocupar ese cargo.
Luego de la crisis de diciembre de 2001 y la caída del gobierno de De la Rúa, Lombardi se presentó como candidato a gobernador de la provincia de Buenos Aires por el partido Recrear para el Crecimiento en 2003. Dueño de Axel Hotel Buenos Aires & Urban Spa, ubicado en el barrio porteño de Montserrat.
Luego de las elecciones de 2007, en las cuales Mauricio Macri fue elegido como jefe de gobierno de la Ciudad Autónoma de Buenos Aires, Hernán Lombardi se desempeñó desde el 10 de diciembre al frente del Ministerio de Cultura de Buenos Aires. También estuvo a cargo del Ente de Turismo, una agencia de promoción del turismo en la ciudad. En 2011, luego de la reelección de Mauricio Macri para la jefatura de gobierno de la Ciudad de Buenos Aires, Lombardi fue confirmado en el cargo.
Al iniciarse la presidencia de Mauricio Macri el 10 de diciembre de 2015, Lombardi juró como titular del Sistema Federal de Medios y Contenidos Públicos de la Jefatura de Gabinete de Ministros.

## Biografía

### Primeros años
Nacido en la Ciudad Autónoma de Buenos Aires en 1960, Hernán Lombardi es descendiente de italianos. Su padre, José Lombardi, tuvo dos hijos. En 1979 inicia la carrera de Ingeniería en la Universidad de Buenos Aires.En 1998 es contactado por Antonio de La Rúa, el hijo del Jefe de Gobierno Fernando De la Rúa, entre ellos al.posteror secretario Darío Lopérfido la interventora del Pami Cecilia Felgueras el subsecretario de Asuntos Institucionales, Lautaro García Batallán; el dos de la SIDE, Darío Richarte; el secretario de Educación, Andrés Delich; y el publicista Ramiro Agulla, el grupo el más cercano al presidente sería conocido como grupo sushi.

### Actividad en el sector de la construcción

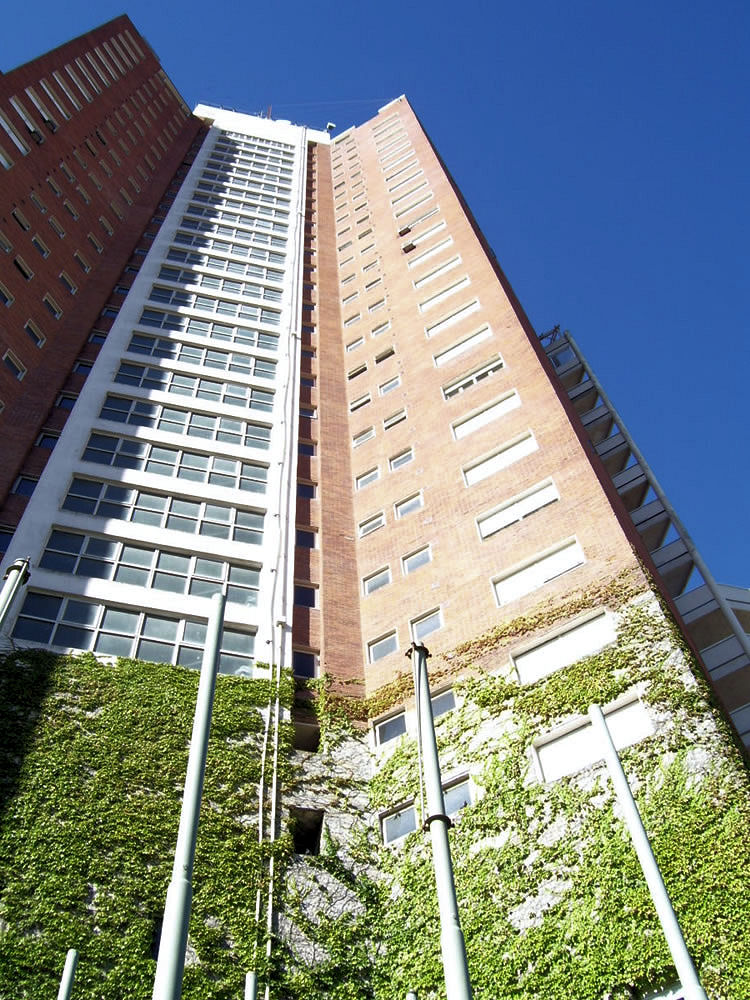
Vista de una de las Torres de Manantiales.

Presidió entre 1992 y 1999 Torres de Manantiales, complejo hotelero en Mar del Plata, complejo perteneciente a su familia desde 1992,
 además del Palacio San Miguel y en 1998 adquiere el hotel Axel, ubicado enMontserrat y el hotel San Román en el Tigre.
En 2001 durante el gobierno de Fernando de la Rúa, integrado el denominado grupo sushi junto a Hernán Iglesias Illia, Fernando Iglesias y Antonio de la Rúa, Andrés Delich, ministro de Educación; Hernán Lombardi,  ministro de Turismo, y Lautaro García Batallán, ex viceministro del Interior-, Darío Richarte, y Fernando de Santibañez permaneciendo en el círculo de confianza y la usina generadora de ideas de Fernando de la Rúa en el poder.
En 1989, Hernán Lombardi conoce a la actriz Soledad Silveyra, con quien mantuvo una relación afectiva durante ocho años. Durante su actuación pública en el gobierno de Fernando De la Rúa, Hernán Lombardi se casó con Vivian Sanz de esa unión nacería en 2004 su hija Maurina. En una entrevista realizada en 2007, Hernán Lombardi se calificó a sí mismo como católico, no practicante, y reconoció las gestiones de sus antecesores cómo Pacho O'Donnell a fines de los años ochenta. En esa época logra hacerse íntimo y motor del llamado grupo Sushi, el círculo de confianza del presidente Fernando de la Rúa. El Grupo Sushi estaba conformado además por el hijo del presidente, Antonio De La Rúa; Darío Lopérfido Darío Richarte, entonces jefe de la SIDE durante el gobierno de la Alianza, Cecilia Felgueras, ex interventora del PAMI y Horacio Rodríguez Larreta, Enrique “Coti” Nosiglia entre otros. Nombrado director para el Desarrollo del Deporte y la Cultura del Cono Sur. Fue acusado por la fiscalía de montar una plataforma para concretar el desvío de fondos obtenidos por el Gobierno de la Ciudad, presidido en ese entonces por Mauricio Macri. Lombardi, según la fiscalía a través del sistema de Medios Públicos, fue quien decidió a través de recursos para la promoción de actividades culturales pero los mismos habrían sido desviados hacia la Fundación Pensar para ser utilizados en la campaña presidencial de Mauricio Macri y Cambiemos.
Después de la caída de la Alianza en 2001 Lombardi reapareció en la arena política de manera testimonial en 2003, como candidato a gobernador de Buenos Aires con el partido de Ricardo López Murphy, ministro de la Alianza. Lombardi obtuvo menos del 4% de los votos alejándose de la vida pública.

### Secretario y ministro de la Nación
En 1997, el entonces jefe de Gobierno de la Ciudad de Buenos Aires y candidato a la presidencia de la Nación Argentina Fernando De la Rúa nombró vía decreto a Lombardi secretario de Turismo de la Nación e interventor de la Administración de Parques Nacionales.
En esa etapa, Hernán Lombardi formó parte del llamado «grupo Sushi», círculo de confianza y de generación de ideas para Fernando de la Rúa, integrado además por Antonio de la Rúa, Lautaro García Batallán, Darío Lopérfido, Cecilia Felgueras, Andrés Delich y Darío Richarte. Desde sus orígenes en el “grupo Sushi” se identificó junto a los dirigentes que Antonio de la Rúa, fue agrupando alrededor de su padre, como secretarios Darío Lopérfido, Cecilia Felgueras, el dos de la SIDE, Darío Richarte; el secretario de Educación, Andrés Delich; el jefe de los espías, Fernando de Santibañes, entre otros.En 2002 se realizó una auditoría sobre su paso por el ministerio que encontró diferentes irregularidades. En 2003 se abrió una denuncia penal por malversación de fondos públicos porun perjuicio de un millón y medio de dólares por una compra de campos en San Luis con sobreprecios a un empresario vinculado a De la Rúa cuando estaba al frente de la Administración de Parques Nacionales.
En octubre de 2001, Fernando De la Rúa unificó las secretarías de Turismo, Cultura y Deportes en un solo ministerio, designando a Lombardi en el mismo, donde se desempeñó desde el 29 de octubre hasta el 21 de diciembre de 2001. Permaneció junto a De la Rúa durante la crisis de diciembre de 2001, hasta su renuncia el día 20 de diciembre. Sería sucedido en la gestión por su sucesor Daniel Scioli, Durante su paso como titular de medios públicos la gestión de Hernán Lombardi en Canal 7 tuvo pérdidas por más de 3.000 millones de pesos.Seis imputado por diferentes irregularidades en su gestión entre ellos por fraude contra la Administración Pública, junto a Marcelo López Alfonsín e Hernán Iglesia Illia.
En 2003, Lombardi se presentó como candidato a gobernador de la provincia de Buenos Aires por el partido Recrear para el Crecimiento de Ricardo López Murphy, quedando en el séptimo lugar con el 3,97 % de los votos (229.115 votos). También 
pensó en algún momento en postularse a jefe de Gobierno porteño.

### Ministro de cultura de la Ciudad de Buenos Aires
El 10 de diciembre de 2007, fue designado por Mauricio Macri Ministro de Cultura de la Ciudad de Buenos Aires.
Como titular de dicho ministerio sería imputado penalmente por la Fiscalía Nacional en lo Criminal y Correccional Federal N°10, junto a Matteo Goretti Comolli, presidente de la fundación "Pensar Argentina" por el delito de lavado de activos. Se investigaba una plataforma para desarrollar una ingeniería de lavado de activos previamente sustraídos de manera fraudulenta del Gobierno de la Ciudad de Buenos Aires, y que se formalizaba a partir de la materialización de donaciones en favor de la Fundación "Pensar Argentina" que es la usina de ideas del partido PRO. En 2019 el juez a cargo de la causa, con el aval del fiscal, resolvió imputarlo en la 
causa se le inició por denuncia de la Procelac y impulsada por la fiscal federal Paloma Ochoa. El 7 de septiembre imputaron a Hernán Lombardi y al presidente de la Fundación Pensar Matteo Goretti por lavado de activos.
También, fue acusado el funcionario del Gobierno porteño Facundo De Almeida. Se busca dilucidar si Goretti utilizó a la Fundación CEPPA, que presidía, como una plataforma para desarrollar una ingeniería de lavado de activos previamente sustraídos de manera fraudulenta del Gobierno de la Ciudad, que se formalizaba a partir de la materialización de donaciones en favor de la Fundación “Pensar Argentina”, que también presidía Goretti. En 2014 fue denunciado tras hallarse sobreprecios en la remodelación del una denuncia por presuntas irregularidades en las obras de remodelación del Teatro Colón y del Centro Cultural San Martín, autorizadas a través del decreto 556, que faculta al Poder Ejecutivo de la Ciudad a disponer de partidas de dinero por fuera del presupuesto ambas obras fueron asignadas de manera directa y sin pasar por el proceso de licitación a Nicolás Caputo, empresario ligado al macrismo quien financio la campaña de Macri a Jefe de gobierno.financiado de manera ilícita a la Fundación Pensar con los fondos que fueron otorgados para la ejecución de los Proyectos 219/RPC/2009, 702/RPC/2010, 1179/RPC/2011.El caso comenzó en 2015, cuando la Procuraduría de Criminalidad Económica y Lavado de Activos (PROCELAC) hizo una serie de denuncias por lavado de dinero contra dirigentes del PRO. También se investiga por la misma causa al presidente del Centro de Estudios de Políticas Públicas Aplicadas (CEPPA) y de la Fundación Pensar, Matteo Goretti Comolli.
La fiscalía apunta a investigar si existió una maniobra para desviar dinero del Estado hacia la Fundación Pensar, la “usina de ideas PRO” y a la fundación CEPPA como plataforma para concretar el desvío de fondos obtenidos por el Gobierno de la Ciudad, presidido en ese entonces por Mauricio Macri. Lombardi habría sido quien decidió desviar esos recursos para la promoción de actividades culturales pero los mismos habrían sido desviados hacia la Fundación Pensar para ser utilizados en la campaña presidencial de Macri y Cambiemos.Tras su paso por el ministerio una auditoría de la Oficina Anticorrupción denunció por maniobras irregulares a Hernán Lombardi y Oscar Aguad en la administración de los satélites Arsat y negociados con la Televisión Digital Abierta
acusándolos de maniobras irregulares en dicha empresa, que habrían perjudicado el patrimonio del Estado.La denuncia también señala que ARSAT durante la gestión de Lombardi y De Loredo de realizó contrataciones directas a empresas en más de 357 oportunidades. Con un perjuicio por unos 38 millones de dólares a las arcas públicas.recibieron fondos millonarios por parte del Gobierno de la Ciudad Autónoma de Buenos Aires, gobernada por Mauricio Macri, sin haber sido publicadas en el Boletín Oficial de la ciudad. En el período de 2008 a 2015 diferentes  ONG ligadas al Pro cobraron 4,2 millones de pesos del gobierno porteño por servicios de consultoría y subsidios del ministerio de cultura.
Además de Aguad y Lombardi, fueron denunciados Raúl Martínez y Rodrigo De Loredo, por diferentes delitos, como "incumplimiento de los deberes de funcionario público, administración infiel y fraude en la administración pública.Durante su gestión en el ministerio de cultura porteño diferentes medios denunciaron casos de nepotismo entre ellos la designación de la esposa del diputado del Pro Eduardo Amadeo,Beatriz Victoria Luisa Orlowski, como Directora del CENOC (Centro Nacional de Organizaciones de la Comunidad) y su sobrina, Natalia Orlowski,  contratada en el Ministerio de Cultura de la Ciudad de Buenos Aires.

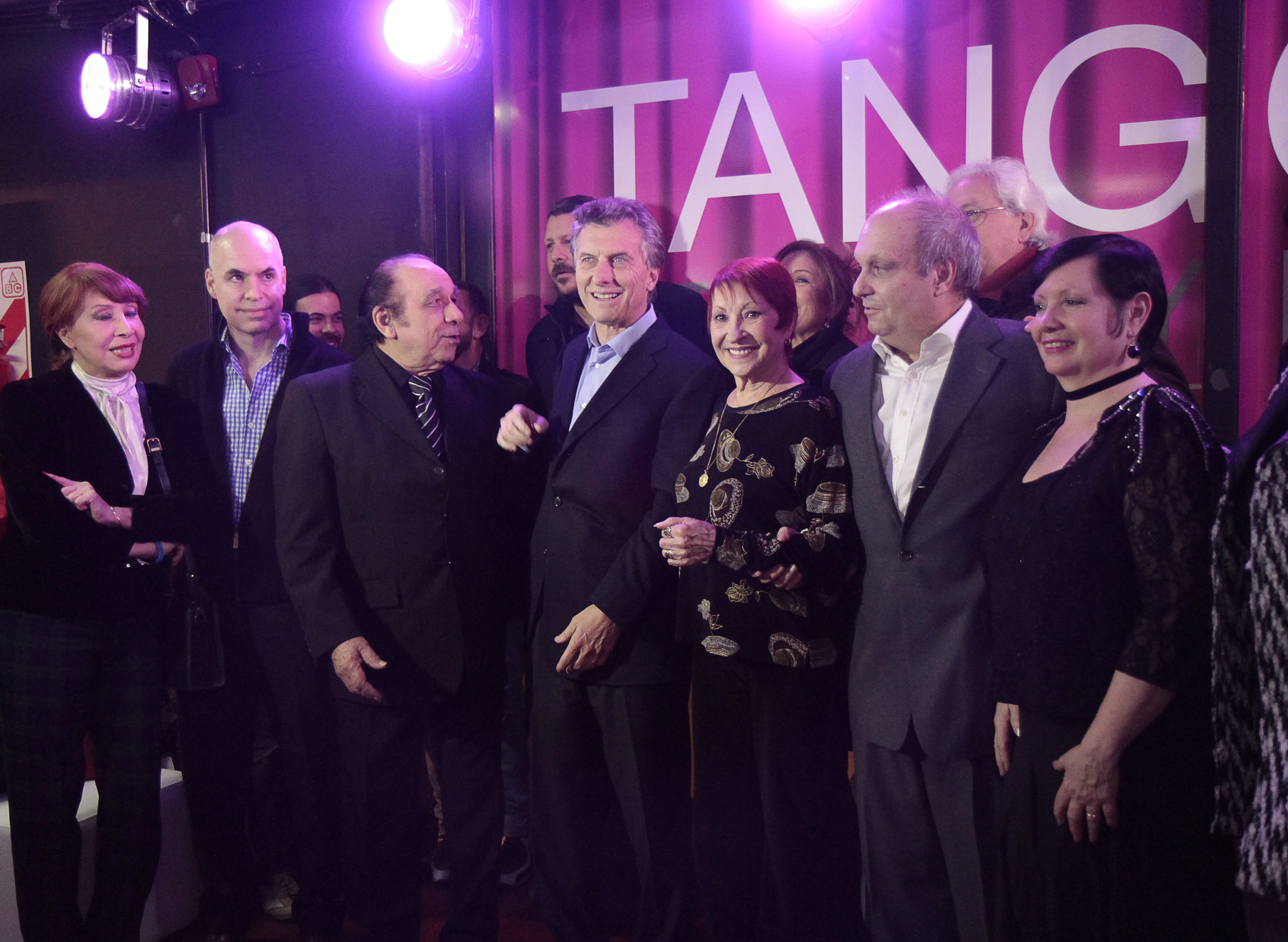
Jornada inaugural de la edición 2013 del Tango Buenos Aires Festival y Mundial, con la presencia de Mauricio Macri y Hernán Lombardi. 14 de agosto de 2013.

En la remodelación del Teatro se gastó 200 millones más que el plan original, duplicando el costo de la construcción desde cero de un teatro de similares características. No obstante su elevadísimo costo, las obras fueron severamente cuestionadas por especialistas en restauración, que denuncian pliegos pésimos y falta de idoneidad de las empresas contratadas, todas cercanas al grupo Macri. 
. Ante la revelación por parte de la prensa de las irregularidades, demoras y negligencias relacionadas con el Teatro Colón y las obras, prohibió a los empleados del teatro dar información al periodismo, bajo apercibimiento de sanciones. Durante esta etapa se produce una crisis en el Complejo Teatral de Buenos Aires, de las 125 producciones en 2004, quedaron solo 44 en 2014.
El 9 de diciembre de 2011, Hernán Lombardi juró nuevamente como ministro de Cultura de la Ciudad de Buenos Aires, como parte del gabinete de Mauricio Macri (jefe de Gobierno) y María Eugenia Vidal (vicejefe de Gobierno).En 2016 a través de diferentes investigaciones se supo que Fernando Niembro no era el único que recibía pauta del gobierno porteño en condiciones irregulares. Siete radios comunitarias advirtieron que la pauta que recibieron de un intermediario es mucho menor que la que figura en los registros en la página web del gobierno porteño. Diversos políticos del PRO recibieron a  traves del ministerio que conducía Lombardi millonarias pautas publicitarias, a los 23 millones de pesos de Niembro sin pasar por licitaciones y sin publicar en el Boletín oficial se suman otros cuatro millones de pesos que recibió el excandidato macrista en Mendoza Orly Terranova.A partir de las denuncias sobre irregularidades que hicieron directivos de otras cuatro radios y de un sitio web, se descubrió la faltante casi nueve millones de pesos en la pauta publicitaria de la gestión macrista.
A principios de 2013 señaló que durante su gestión se invirtió el 3 % del presupuesto de la ciudad de Buenos Aires.
Durante su gestión se produjo un cierre de las 125 producciones teatrales de las cuales quedaron solo 44 en 2014. se produjeron en el Teatro Colon despidos, traslados y jubilaciones compulsivas, reducción de la planta de empleados, que pasaría de contar con 1200 personas a tener 808, además de la disolución de diez áreas artísticas.
En la candidatura a la jefatura de Gobierno de la Ciudad de Buenos Aires en 2015, Hernán Lombardi respaldó a Gabriela Michetti, quien lo llevó como candidato a vicejefe de Gobierno en su fórmula.
Fue acusado de utilizar recursos públicos para favorecer a amantes. En el medio del despido de 200 trabajadores de la TDA se conoció el dato de que entre las tareas que desempeñaban para canales como Encuentro, Paka Paka o DeporTV, también se veían obligados a editar, corregir y preparar el material con filmaciones de tango que les llegaba “de arriba” y que pertenecía a Mora Godoy señalada como uno de los amoríos de Lombardi.
En ese marco de explotación laboral los empleados también denunciaron entonces que en sus horarios habituales hacían tareas de prensa para el propio Lombardi.
En abril de 2012, en ocasión de la 38.ª edición de la Feria Internacional del Libro de Buenos Aires, Hernán Lombardi polemizó con Alberto Sileoni y Guillermo Moreno.
Fue Secretario de Medios del gobierno porteño entre 2011 y 2015, en reemplazo de Gregorio Centurión, secretario de comunicación social del gobierno porteño, Gregorio Centurión, de 51 años, que aparentemente apareció suicidado, la muerte del comunicador y amigo personal del jefe de Gobierno Mauriocio Macri estaría vinculada a una causa por corrupción y al escándalo de las escuchas ilegales que involucraban a Macri.en diciembre de 2011 presentó junto al gobierno porteño un esquema para articular la Comunicación del Estado de la Ciudad a través de la Radio de la Ciudad, Canal de la Ciudad donde fue designado a cargo de Eduardo Cura, ex marido de Gabriela Michetti, algunos dirigentes expresaron su preocupación de que el multimedios PRO no se convierta en un modelo de propagando política.En 2014 se conocieron a través de diferentes investigaciones sobre desvío de fondos a través la pauta del gobierno porteño en condiciones irregulares. Siete radios comunitarias advirtieron que la pauta que recibieron de un intermediario es mucho menor que la que figuraba en los registros del gobierno porteño. Diversos políticos del PRO recibieron a través de Godoy millonarias pautas publicitarias, a los 23 millones de pesos de Niembro suman otros cuatro millones de pesos que recibió el excandidato macrista en Mendoza Orly Terranova y cuatro millones a Sabrina Ajmedtech.A partir de las denuncias sobre irregularidades en medios públicos porteños que hicieron directivos de otras cuatro radios y de un sitio web, se descubrió la faltante casi nueve millones de pesos en la pauta publicitaria de la gestión macrista en la etapa Lombardi. Un canal de televisión denunció ante la Justicia que en la web Buenos Aires Data figuraba que habría recibido 700 millones por publicidad que nunca recibió. La denuncia incluyó a Mauricio Macri, María Eugenia Vidal, al secretario de Medios, Miguel de Godoy, al ministro Hernán Lombardi y al de comunicación social, Pablo Gaytán.
Durante su gestión se elaboró con fondos públicos un manual en las escuelas, que según diversos periodistas y analistas se utilizó para adoctrinar niños, presentando la historia reciente del país con una mirada sesgada a favor del gobierno de Mauricio Macri. El manual contenía además imágenes del mandatario y lemas partidistas de Cambiemos que fueron repartidor a niños.

### Titular del Sistema Federal de Medios y Contenidos Públicos
El día 10 de diciembre de 2015,  Mauricio Macri lo nombra
mediante el decreto 26/2015 como titular del Sistema Federal de Medios y Contenidos Públicos de la Jefatura de Gabinete de ministros, dándole el control deTelevisión Pública, las emisoras de AM y FM de Radio Nacional, la agencia de noticias Télam, los canales Encuentro, Paka-Paka y DeporTV, hasta ese momento dependientes del Ministerio de Educación.Durante su paso por el ministerio se produjo
diversos casos de nepotismo, entre ellos los casos de los hijos de Solita Silveyra, exesposa y pareja de Hernán Lombardi, que fueron nombrados en diferentes puestos en el estado.Hernán Lombardi colocó a su exyerno al frente de la empresa estatal Radio y Televisión Argentina (RTA), donde trabajó durante los cuatro años del gobierno de Mauricio Macri.
fue denunciado penalmente por "conflicto de intereses" luego de haber patrocinado el reclamo de una productora vinculada a Hernán Lombardi contra la TV Pública, la cual había sido contrada durante su gestión como director en Radio y Televisión Argentina (RTA).El ministerio fue criticado por la contratación de familiares y militantes sin concurso y sin experiencia.
En tanto en 2017 también causó controversia que Alejandro Fabio Pereyra ex legislador del PRO y parte directorio de ENACOM haya patrocinado una demanda de Emilio Yacobitti, contra el periodista Alejandro Bercovich que investigaba a Yacobitti por los sobreprecios millonarios coimas y desvío de fondos que pagó el Hospital de Clínicas por compras de medicamentos durante la gestión radical.  Un informe de las universidades nacionales denunciaba en septiembre del mismo año una persecución y ahogo financiero a medios por parte de la Enacom y la persecución de periodistas no oficialistas durante el régimen de Mauricio Macri.
Su gestión estuvo marcada por la caída de los ranking de los medios públicos, el cierre de programas, la censura. Se crítico además que la programación de la TV Pública, no se ven periodistas críticos al gobierno nacional.En las primeras semanas de su gestión Lombardi contrato a familiares y allegados del Pro en el ministerio, entre ellas la contratación de Carla Piccolomini, esposa del ministro Andrés Ibarra, y quien fuera la encargada de cientos de despidos en el área de cultura.Tras las críticas por la designación de la esposa de Ibarra Lombardi aseguro que darle un cargo a la esposa de un ministro "no es nepotismo"En 2019 la justicia federal a manos de Servini procesó a un empresario macrista Orly Terranova y Lombardi por intento de extorsión y embargó en 5.100 millones de pesos por una denuncia según la cual el gobierno través de Orly Terranova quería quedarse con el grupo Indalo señalando en la investigación un plan del gobierno para ahogar financieramente a la empresa para quedarse con los medios de comunicación de la misma encarcelado a sus dueños y alinear los medios a la linea editorial del gobierno.Unos meses después, cuando Mauricio Macri ya había asumido como presidente, se hizo público que el periodista oficialista Luis Majul también se encontraría en una situación similar.

Según la denuncia, entre 2008 y 2014 facturó 14 millones de pesos en “realización de eventos” y “servicio de distribución de folletería”.
En diciembre de 2017 anunció la salida de Horacio Levin como director ejecutivo del canal público, el productor tuvo un escándalo con Hernán Lombardi por la realización de la ficción basada en la serie española Cuéntame cómo pasó.En 2017 una denuncia penal de la ONG Ciudadanos Libres por la Calidad Institucional quién denunció en la Oficina Anticorrupción (OA), la utilización de los medios públicos bajo Lombardi para difusión de propaganda político partidista, Según la denuncia, «está claro que la imagen y voz del Presidente de la Nación, Mauricio Macri ocurre en un contexto de promoción personal de dicho funcionario, en tanto que el spot pretende atribuirle personalmente al Presidente las obras que hace el Estado».
Durante su gestión acrecentó el déficit operativo y financiero de la TV Pública y Radio Nacional finalizando en un déficit anual de más de 3.860 millones de pesos, durante su gestión la TV Pública promedio apenas un punto de índice de audiencia, y Radio Nacional dejó de ser evaluada por Ibope por decisión de las autoridades, además se criticó el apagón informativo suprimiendo todas las ediciones de los noticieros del fin de semana y los trabajadores denunciaron constantes censuras en el tratamiento de temas "incómodos" para el gobierno.En 2016 en medio de conflicto por cesantías y despidos generalizados se denunció que político de Cambiemos fue designado por Lombardi como personal jerárquico de la agencia de noticias y publicidad estatal Télam , acumulando cuatro cargos públicos rentados en paralelo. Se trata de Maximiliano Tomas, quien además de directivo en Télam trabajaba para el gobierno porteño y fue nombrado en cargos Televisión Pública y Radio Nacional y se señaló el conflicto de intereses por trabajar también para algunas de las principales editoriales del mercado, sobre cuyas obras debe decidir luego qué publicar o no en la agencia.
En 2019 el periodista Alejandro Fantino, que había hecho explícito su apoyo al macrismo, denunció que durante los cuatro años de gobierno de Mauricio Macri y desde el ministerio de Cultura hubo listas negras de periodistas y artistas opositores, que no pudieron trabajar libremente. Periodistas de la TV pública denunciaron que desde la llegada de Lombardi circulaban una lista en donde se precisan funciones, trayectorias dentro y fuera de la empresa, simpatías políticas y cuestiones de la vida privada de decenas de trabajadores y trabajadoras del canal y con base en eso se sugieren determinados cambios. En las diferentes localidades del interior del país que cuentan con una emisora de Radio Nacional los trabajadores denunciaron que existen “listas negras”, además los trabajadores eran catalogados por inclinación política y a partir de allí se confeccionan una supuesta orden de méritos para ganarse lugar en próximos despidos. En 2017 el director de Radio Nacional de Córdoba, Orestes Lucero, increpó al aire a una conductora de la radio pública porque entrevistó a la mamá de Facundo Jones Huala: inmediatamente después de comenzada la entrevista, llamó y pidió salir al aire para recriminarle a la conductora el contenido de la nota y amenazándola al aire. La postura censora fue avalada por la directora de toda la red de emisoras de Radio Nacional, la ex Clarín Ana Gerschenson.Paralelamente se denunció que Horacio Levin (director ejecutivo), fue acusado de armar listas negras, donde se precisan entre otras cosas simpatías políticas y cuestiones de la vida privada de trabajadores.
Durante su gestión en los medios públicos efectuó despidos masivos, las oficinas principales fueron mudadas a más de 10 kilómetros de la sede oficial de Télam en unas oficinas precarias en Tecnópolis, que no cuentan con teléfono fijo ni tecnología para la labor periodística de la agencia.Durante su gestión se llevó a cabo un recorte presupuestario que implicó el cierre de los portales web en inglés y portugués, el fin del Reporte Nacional en mayo de 2018 y de todos los suplementos. También se discontinuaron las transmisiones de Radio Télam, vía streaming, a su vez se produjo el ingreso masivo de militantes del PRO y jóvenes Pro en los medios públicos.En diferentes causas judiciales que se desarrollaron en 2018 y 2019 la justicia ordenó la reincorporación de los trabajadores despedidos.
El 26 de junio de 2018, la empresa comenzó a enviar telegramas a un centenar de trabajadores de las áreas de Periodismo y Administración. En total fueron despedidas 357 personas, cerca del 40% de la planta. El vaciamiento producido tras los despidos redujo la cantidad de corresponsalías a 21, lo que implicó que cinco provincias dejaron de tener cobertura: Misiones, Chaco, Chubut, Formosa y Catamarca, sumándose a otras 7 que fueron cerradas semanas después.

### Vuelta al gobierno
En 2024 en el marco de acuerdo entre Javier Milei y Mauricio Macri decenas de funcionarios macristas y dirigentes del PRO fueron designados con cargos en el Gobierno, entre ellos Lombardi que sería designado en el area de turismo; en paralelo, Cristian Larsen, yerno de Lombardi, un abogado negacionista del cambio climático y sin ninguna experiencia relevante, fue designado como director de la Administración de Parques Nacionales, organismo que depende del ministro del Interior, Guillermo Francos. La decisión del presidente Javier Milei en acuerdo con Lombardi. En marzo de 2024 Lombardi estaba negociando un área en el gabinete de Milei que incluyera al sistema de medios públicos que ya manejó durante el mandato de Cambiemos, junto a Cultura y Turismo, la designación se vio frustrada tras el enfrentamiento entre Patricia Bullrich y Macri.
En 2025 fue designado por el primo de Mauricio Macri, Jorge Macri Hernán Lombardi, como nuevo ministro de Desarrollo Económico de la Ciudad de Buenos Aires.

## Historial electoral
| Año  | Candidatura                                                      | Coalición/Frente            | Porcentaje | Resultado |
| ---- | ---------------------------------------------------------------- | --------------------------- | ---------- | --------- |
| 2003 | Gobernador de la Provincia de Buenos Aires                       | Recrear para el Crecimiento | 3,94%      | No electo |
| 2021 | Diputado de la Nación Argentina por la Provincia de Buenos Aires | Juntos                      | 39,77%     | Electo    |
| 2025 | Legislador de la Ciudad Autónoma de Buenos Aires                 | Pro                         | 15,92%     | Electo    |

## Polémicas
En la madrugada del 15 de abril de 2014, la Dra. Alcira Pignata ―un conocido personaje anónimo (@drapignata) que durante varios años publicó polémicos tuits antisemitas, homofóbicos y xenófobos― subió a Twitter una fotografía de las personas que se convocaron en el planetario para ver el eclipse del 15 de abril, pero involuntariamente lo hizo desde la cuenta de Instagram de Hernán Lombardi. Se trataba de un personaje satírico y provocador, que Ricardo Roa concibe como una caricatura de aquellos que se caracterizan por su intolerancia y su esquematismo. El Instituto Nacional contra la Discriminación, la Xenofobia y el Racismo (INADI) le envió a Lombardi una «notificación de investigación de oficio» sobre la cuenta @drapignata de la red social Twitter. En respuesta, Lombardi escribió:

Con relación a la solicitud de descargo y la información que surge de las copias acompañadas, manifiesto que no conozco a la Doctora Alcira Emilse Pignata, ni a su empleada doméstica Olga, ni a su fiel mascota el perro Sidito. [...] En cuanto a su misión de observar conductas en personajes de ficción les sugiero algunas ideas. La discriminación que sufre el indio Patoruzú por parte de Isidoro Cañones, Micky Vainilla y su persistente burla a la pobreza o Violencia Rivas y sus incitaciones a la agresión. El racismo del sicario Boogie, el aceitoso. El desprecio hacia los sectores de bajos ingresos y a niñitos ibéricos que desde hace ya 50 años hace la niña Susanita. La lista sería enorme.

 En 2019 siendo secretario de Medios Públicos, junto con el gerente del canal Néstor Sclauzero, a su vez presidente de FOPEA.  ordenó quitar de la pantalla a todos los conductores de planta permanente y reemplazarlos con trabajadores contratados, violando normativas y explicitando una editorialización condescendiente con el Gobierno. por primera vez en la historia del canal ningún periodista del personal propio conducirá un noticiero.
El personal periodístico del canal de televisión estatal denunció “censura en el noticiero de la Televisión Pública, persecución de periodistas y censura durante su gestión Se denunció además de incorporación sin concurso de periodistas militantes del gobierno al canal y incorporación al noticiero de "comisarios políticos" con elevados sueldos para vigilar la tarea de los trabajadores.
En diciembre de 2015 fueron despedidos diferentes periodistas, que denunciaron ser víctima de la «persecución» de Hernán Lombardi. Tras los despidos recibieron apoyo del premio nobel de la Paz Adolfo Pérez Esquivel. En este contexto se denunció entre otras situaciones que periodistas críticos del macrismo eran despedidos intempestivamente de medios públicos y privados, las golpizas policiales a comunicadores, la paralización de los sistemas que prevén legalmente la distribución de fondos para medios audiovisuales no comerciales, datos del pensamiento político y la vida privada de trabajadores de la TV Pública circulando entre autoridades del canal y censura en Radio Nacional.
En 2017 causó controversia cuando atacó al periodista de Telam que fue echado durante su gestión luego de preguntarle a Horacio Rodríguez Larreta por sobreprecios en la obra pública, Lombardi sugirió en una entrevista que el periodista de Telam perdió el trabajo luego de preguntarle a Horacio Rodríguez Larreta por denuncias de supuestos sobreprecios en las obras del Metrobús
También la designación de María Carla Piccolomini, la esposa del ministro de Modernización, Andrés Ibarra, como directora de Relaciones Institucionales de Radio y Televisión Argentina (RTA), nombrada por el jefe del Sistema de Medios Públicos, Hernán Lombardi.

## Denuncias
Estuvo procesado y luego fue sobreseído, en una causa que investiga lavado de dinero y el manejo de fondos vinculados a una fundación del PRO, que valiéndose de la Fundación CEPPA e invocando fraudulentamente el Régimen de Promoción Cultural, establecido por la ley porteña 2264. Según la investigación, obtuvo recursos del gobierno de Macri a partir de actos administrativos para realizar una maniobra de lavado de dinero previamente sustraído de manera fraudulenta de las arcas estatales porteñas. De acuerdo con el dictamen de la fiscal, el ilícito se habría concretado "a partir de la materialización de donaciones en favor de la Fundación Pensar Argentina cuyo unívoco objeto consiste en ser la usina de ideas del partido PRO", tal como indica en su página web. La causa se remonta a cuando Lombardi era ministro de Cultura del gobierno de Macri en la Ciudad. La fiscal del caso, Paloma Ochoa, imputó también al presidente del Centro de Estudios de Políticas Públicas Aplicadas (CEPPA) y de la Fundación Pensar Argentina, Matteo Goretti Comolli, y a un integrante del Consejo de Promoción Cultural de la Ciudad Autónoma de Buenos Aires (CABA), pero concluida la investigación el juez a cargo de la causa resolvió: "Lo expuesto anteriormente, me permite concluir que no existe en la investigación ningún elemento probatorio que permita sostener que la Fundación CEPPA haya financiado de manera ilícita a la Fundación Pensar Argentina con los fondos que fueron otorgados para la ejecución de los Proyectos 219/RPC/2009, 702/RPC/2010, 1179/RPC/2011 y 1753/RPC/2011...
A poco de asumir se supo que Benjamín Amadeo, hijo del diputado  del PRO había cobrado 210 mil pesos por una actuación en la Usina del Arte museo dirigido por el gobierno de la Ciudad del PRO, embolsandose más de 100 mil pesos cada 4 minutos.
En 2018 trascendió que el gobierno porteño nuevamente abonó una abultada suma a su hijo, Benjamín Amadeo por un show, mientras que semanas después otro hijo, Máximo, fue designado como director comercial de la empresa estatal Aerolíneas Argentinas.

## Distinciones
El 19 de julio de 2012, durante su gestión como ministro de Cultura del Gobierno de la ciudad de Buenos Aires, Hernán Lombardi fue nombrado caballero de la Legión de Honor en una ceremonia realizada en la embajada de Francia.
El 23 de mayo de 2013, Lombardi fue condecorado junto con otros cuatro ciudadanos argentinos con la Orden al Mérito de la República Italiana. La ceremonia tuvo lugar en la embajada de Italia en Buenos Aires.
- Premio Konex 2023